# Франсоа Брант
Франсоа Брант (хол. François Antoine Brandt, Zoeterwoude, 29. децембар 1874 — Naarden, 4. јул 1949) био је холандски веслач на прелазу из 19. у 20. век, учесник Летњих олимпијских игара 1900. Такмичио се у две дисциплине:двојцу са кормиларом и осмерацу. Био је члан Студентског веслачког клуба Лага из Делфта, а на Олимпијским играма 1900. у осмерцу је наступао за екипу Минерва Амстердам.
У првој дисциплини двојцу са кормиларом веслао је са Рулоф Клајном и кормиларом холандске репрезентације Хермнаусом Брокманом који је био кормилар у три различите дисциплине. После полуфиналне трке холандски чамац је био трећи иза две француске посаде. Холанђани су запазили да француске посаде за кормиларе користе дечаке тешке до 25 кг, па су пошто је кормилар Хермнаус Брокман имао 60 кг, одлучили да за финалну трку међу публиком нађу неког дечака са мањом тежином. Нашли сз младог париског дечака (неки извори кажу да је имао између 7 и 9 година). Овај дечак је имао мање килограма, па су морали додати још пет килограма, јер им је кормило због мање тежине било изнад воде. У финалној трци, холандски чамац је преузео вођство од самог почетка. При крају трке француски чамци су их скоро стигли, али су Холанђани успели веома тесно да победе. У весељу које је настало због победе, дечак се изгубио у маси. Иако име тог дечака није забележено, сматра се да је он најмлађи освајач олимпијске медаље у историји. Ипак, МОК службено бележи да је освајач медаље био Херманус Брокман, који је међутим био у посади само у полуфиналу, али не и у финалу. Због учешћа непознатог француског дечака у финалу, освојена златна медаља се на приписије Холандији, него Мешовитом тиму.
На Олимпијским играма 1900. Франсоа Брант се такмичио и у трци осмераца. Посаду осмерца су чинили:Франсоа Брант, Јоханес ван Дајк, Рулоф Клајн, Рурд Легстра, Валтер Миделберг, Хендрик Оферхаус, Валтер Тајсен, Хенрикус Тромп и Хермнаус Брокман (кормилар). У финалној трци резултатом 6:23,0 мин. освојили су треће место.
Франсоа Брант је био студент Техниког факултета у Делфту. После дипломирања Брант је радио као инжењер на холандској железници, где је радио до 1938. године. У тој години, био је рукоположен за епископа Либерално Католичке цркве за Белгију и Холандију. Умро је у 74 години и кремиран.